# ويليام لودفيغ
ويليام لودفيغ (بالإنجليزية: William Ludwig)‏ (و. 1912 – 1999 م) هو كاتب سيناريو، من الولايات المتحدة الأمريكية، ولد في نيويورك، توفي عن عمر يناهز 87 عاماً، بسبب مرض باركنسون.

## التعليم
تعلم في جامعة كولومبيا.

## جوائز وترشيحات
حصل على جوائز منها:
- جائزة الأوسكار لأفضل كتابة "سيناريو أصلي"، عن عمل: اللحن المقطوع.

ترشح لـ:
- جائزة الأوسكار لأفضل كتابة "سيناريو أصلي"، عن عمل: اللحن المقطوع.

## وصلات خارجية
- ويليام لودفيغ على موقع IMDb (الإنجليزية)
- ويليام لودفيغ على موقع ألو سيني (الفرنسية)
- ويليام لودفيغ على موقع أول موفي (الإنجليزية)
- ويليام لودفيغ على موقع قاعدة بيانات الأفلام السويدية (السويدية)
- ويليام لودفيغ على موقع قاعدة بيانات الفيلم (الإنجليزية)
- ويليام لودفيغ على موقع كينوبويسك (الروسية)